# میزونو (کیوتو)

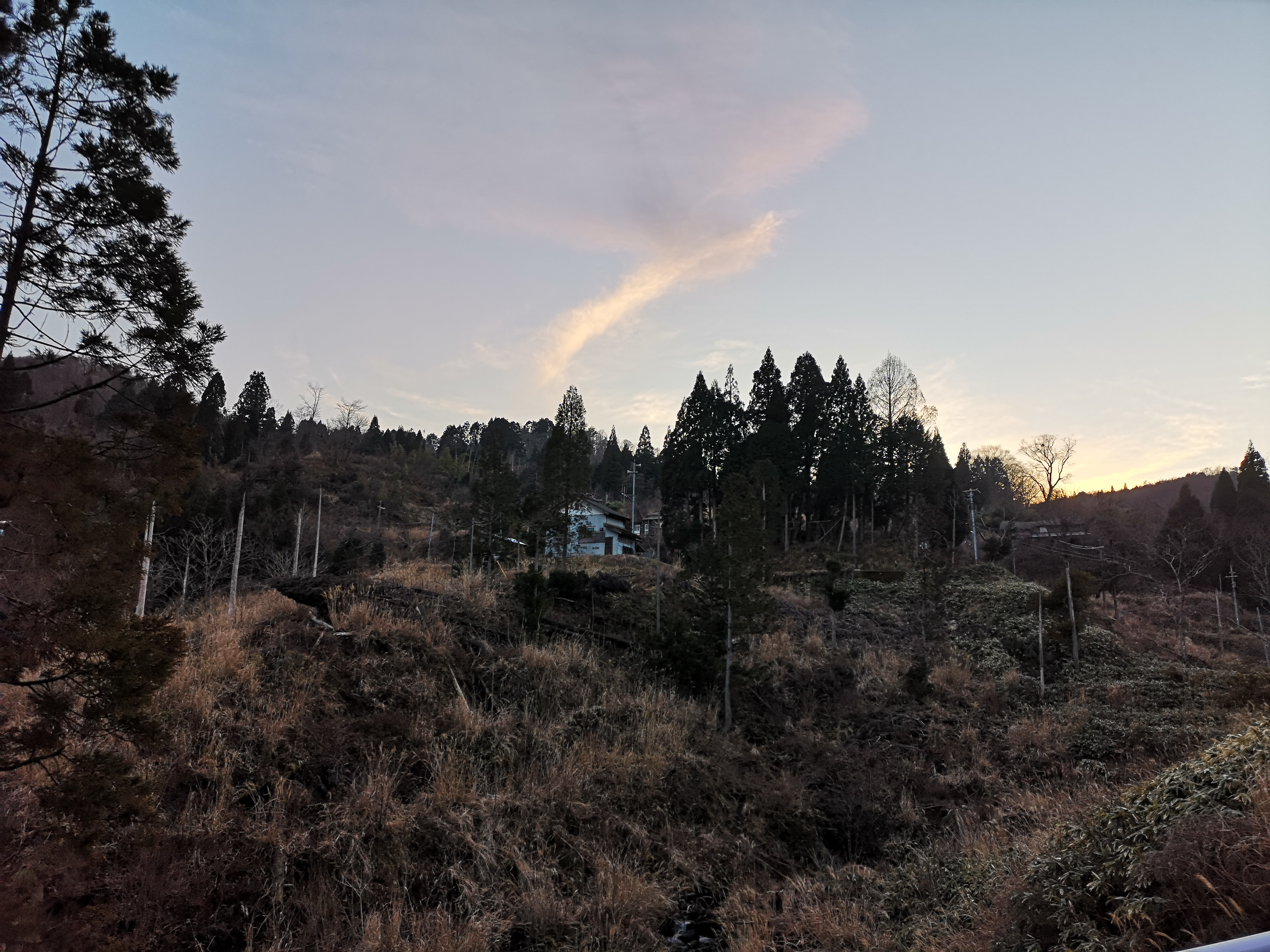
میزونو

میزونو (به ژاپنی: 味土野 みどの)، یک دهکده (村) و زمین کشاورزی که در استان کیوتو، کیوتانگو، کیوتو قرار دارد. در سال ۱۵۸۲ پس از حادثه معبد هوننو سومین دختر آکچی میتسوهیده به نام هوسوکاوا تاما به دستور شوهرش هوسوکاوا تادائوکی در این مکان زندانی شد.